# クラシックホテル憧憬
クラシックホテル憧憬（くらしっくほてるしょうけい）は、BS日テレで2010年10月6日より放送されていた紀行番組。
2011年10月から放送日時が変更され、番組タイトルが「ホテル時間旅行〜クラシックホテル憧憬〜」（ほてるじかんりょこう - ）に変わった。

## 概要
毎回、世界各地のクラシックホテルに兄と妹が交互に祖父の滞在した思い出のクラシックホテルに滞在する。そして、物語のキーとなる"モノ"を探しながらホテルの歴史にも触れて行く。そして、最後に物語のキーとなる"モノ"と触れ合い、ホテルを後にする。

## 放送時間
- 水曜日 22：00 - 22：54（2010年10月 - 2011年9月）
- 金曜日 21：00 - 21：54（2011年10月 - 2012年9月）

## 出演者
- 渡辺大：兄
- 杏：妹

声の出演のみ。放送回により交代する。

## 放送リスト
| 第1回  | 2010/10/6、13        | ラッフルズ・ホテル（シンガポール）                                                              |
| 第2回  | 2010/10/20、27       | ホテル・コンチネンタル・サイゴン（ベトナム、ホーチミン）                                        |
| 第3回  | 2010/11/3、10        | マウント ラヴィニア ホテル（スリランカ）en:Mount Lavinia Hotel                                  |
| 第4回  | 2010/11/17、24       | メトロポール ハノイ（ベトナム）en:Sofitel Metropole                                             |
| 第5回  | 2010/12/8、15        | ザ・ペニンシュラ香港                                                                            |
| 第6回  | 2010/12/22、2011/1/1 | グッドウッド・パーク・ホテル（シンガポール）                                                    |
| 第7回  | 2010/12/29、2011/1/5 | ラッフルズ ホテル ル ロイヤル（カンボジア、プノンペン）en:Raffles Hotel Le Royal                |
| 第8回  | 2011/1/12、19        | ラッフルズ グランドホテル ドゥ アンコール（カンボジア）en:Grand Hotel d'Angkor                  |
| 第9回  | 2011/1/26、2/2       | ウェスティン朝鮮ホテル（ソウル）                                                                |
| 第10回 | 2011/2/9、16         | アマンガラ（スリランカ）en:Aman Resorts                                                         |
| 第11回 | 2011/2/23、3/2       | ホテルマジャパヒト（インドネシア）en:Hotel Majapahit                                            |
| 第12回 | 2011/3/9、16         | マンダリン・オリエンタル・バンコク（タイ、バンコク）                                            |
| 第13回 | 2011/3/23、30        | ソフィテル センタラ グランド リゾート＆ヴィラズ ホアヒン（タイ、ホアヒン）en:The Railway Hotel  |
| 第14回 | 2011/4/6             | ゴール フェイス ホテル（スリランカ、コロンボ）en:Galle Face Hotel                               |
| 第15回 | 2011/4/20            | ペラパラス ホテル（トルコ、イスタンブール）en:Pera Palace Hotel                                 |
| 第16回 | 2011/5/4             | グランドホテル ヌワラエリヤ（スリランカ）en:Grand Hotel (Nuwara Eliya)                          |
| 第17回 | 2011/5/18            | イースタン&オリエンタルホテル（マレーシア、ペナン島）en:Eastern & Oriental Hotel                |
| 第18回 | 2011/6/1             | マニラホテル(フィリピン) en:Manila Hotel                                                        |
| 第19回 | 2011/6/8             | 大連賓館(中国)                                                                                  |
| 第20回 | 2011/6/29            | ラッフルズ北京                                                                                  |
| 第21回 | 2011/7/13            | モアナ・サーフライダー・ウェスティン・リゾート&スパ（ハワイ）                                   |
| 第22回 | 2011/7/27            | セタ・パレス・ホテル（ラオス、ビエンチャン）en:Settha Palace Hotel                              |
| 第23回 | 2011/8/3             | ロイヤル・ハワイアン・ラグジュアリー・コレクション・リゾート（ハワイ）                          |
| 第24回 | 2011/8/24            | ダラット・パレス・ホテル（ベトナム）en:Sofitel Dalat Palace                                     |
| 第25回 | 2011/9/7             | アスター・ハウス・ホテル（中国、上海）                                                          |
| 第26回 | 2011/9/21            | デューク オブ マールボロ ホテル（ニュージーランド）                                             |
| 第27回 | 2011/10/7            | ザ・ストランド・ヤンゴン（ミャンマー）en:Strand Hotel                                           |
| 第28回 | 2011/10/21           | フカ・ロッジ（ニュージーランド）                                                                |
| 第29回 | 2011/11/4            | ウエスティン エクセルシオール フィレンツェ                                                      |
| 第30回 | 2011/11/18           | フェアモント ル シャトー フロントナック（カナダ、ケベック・シティー）                           |
| 第31回 | 2011/12/2            | ザ フェアモント ロイヤルヨーク（カナダ、トロント）                                              |
| 第32回 | 2011/12/9            | ホテル エデン（イタリア、ローマ）                                                               |
| 第33回 | 2011/12/30           | スマハン オン ザ ウォーター ホテル（トルコ、イスタンブール）                                    |
| 第34回 | 2012/1/13            | パラドール デ カルモナ（スペイン、セビリア）                                                    |
| 第35回 | 2012/1/27            | ホテルバイエリッシャーホーフ（ドイツ、ミュンヘン）                                              |
| 第36回 | 2012/2/10            | ＡＣ パラシオ デサンタパウラ（スペイン、グラナダ）                                              |
| 第37回 | 2012/2/24            | 錦江飯店（中国、上海）                                                                          |
| 第38回 | 2012/3/9             | 圓山大飯店（台湾、台北）                                                                        |
| 第39回 | 2012/3/23            | タンジュン サリ ホテル（インドネシア、バリ島）                                                  |
| 第40回 | 2012/4/6             | ホテル ドゥルーロップ（オランダ、アムステルダム）                                               |
| 第41回 | 2012/4/13            | ホテル チャンプアン スパ（インドネシア、バリ島）                                                |
| 第42回 | 2012/4/20            | クアハウス ホテル（オランダ）                                                                   |
| 第43回 | 2012/4/27            | ホテル メトロポール（ベルギー）                                                                 |
| 第44回 | 2012/5/4             | オテル デュパレ（フランス、ビアリッツ）                                                         |
| 第45回 | 2012/5/11            | ホテルザッハーウィーン（オーストリア）                                                          |
| 第46回 | 2012/5/18            | ルレ ブルゴンディシュ クライス（ベルギー）                                                      |
| 第47回 | 2012/5/25            | ル・ムーリス（フランス・パリ）                                                                  |
| 第48回 | 2012/6/1             | ミレニアム ビルトモア ホテル（アメリカ、ロサンゼルス）                                          |
| 第49回 | 2012/6/8             | アマンコラ ティンプー（ブータン）                                                               |
| 第50回 | 2012/6/15            | ホテル インペリアル ウィーン（オーストリア）                                                    |
| 第51回 | 2012/6/22            | デルタ キング ホテル（アメリカ、サクラメント）                                                  |
| 第52回 | 2012/6/29            | ザ・カハラ・ホテル&リゾート（ハワイ、オアフ島）                                                 |
| 第53回 | 2012/7/6             | オーベルジュ・キャヴァリエ・ドュ・ポン・デ・バン（フランス、アルル・カマルグ）                  |
| 第54回 | 2012/7/13            | アマンコラ・プナカ（ブータン）                                                                  |
| 第55回 | 2012/7/20            | マウナケア ビーチホテル（ハワイ島）                                                             |
| 第56回 | 2012/7/27            | スイス湖畔にチャップリンのリゾート ボーリヴァージュ・パラス（スイス・ローザンヌ）               |
| 第57回 | 2012/8/3             | 南仏コートダジュール・家族の港町物語 ウェルカム・ホテル                                         |
| 第58回 | 2012/8/10            | 絶景アルプスの鉄道と世界遺産を守った男 ヴィクトリア ユングフラウ グランドホテル＆スパ（スイス） |
| 第59回 | 2012/8/17            | ラオス・癒しの隠れ家は世界遺産 アマンタカ（ルアンパバーン）                                     |
| 第60回 | 2012/8/24            | ドイツ・グリム童話の舞台になったプチホテル いばら姫の城サバブルク                               |
| 第61回 | 2012/8/31            | ベトナム古都の世界遺産と旧市街の伝統遊び ホテル サイゴンモリン                                  |
| 第62回 | 2012/9/7             | 世界遺産の古城と隣り合う ホテル・アウフ・デア・ヴァルトブルク（ドイツ）                         |
| 第63回 | 2012/9/14            | アジアをつなぐ洋上の巨大クルーズ船 コスタヴィクトリア（博多〜上海〜済州島・釜山）               |
| 第64回 | 2012/9/21            | 地域とともに歩む宿 南三陸ホテル観洋（宮城）                                                     |
| 第65回 | 2012/9/28            | 新たなる旅へ・・・                                                                              |